# Esclavonis
Els esclavonis foren una de les tribus bàltiques, els habitants d'Esclavònia (en lituà: Skalva, en alemany: Sclavonia, Schalauen, en llatí: Sclavonia, Schlavonia), dins la regió de Prússia. Aquest territori correspon al nord de l'actual província russa de Kaliningrad, que limita amb Lituània.

## Territori
Segons el Chronicon terrae Prussiae de Peter von Dusburg, els esclavonis habitaren al sud dels curonians i dels samogitians, a prop del curs baix del Nemunas, vers el 1240. Els seus veïns del sud eren els nadruvis.
Al nord-est tenien els rius Šešupė, Ežeruona (afluent del Jūra) i Jūra (afluent del Nemunas). En la frontera est amb Sudòvia estava el riu Minija, a l'oest la Llacuna de Curlàndia i al sud-oest el riu Gilija. Al centre estaven les ciutats de Rusnė, Ragainė i Tilžė.

## El nom
El significat de la paraula podria venir de skalwa «branca» potser perquè eren una branca segregada d'una altra tribu, o podria derivar de skalauti que vol dir «entre aigües». Segons les llegendes prussianes, el nom d'aquesta tribu vindria del nom d'un dels fills de Widewutis anomenat Schalauo.

## Història
Era costum entre els habitants d'Esclavònia fer túmuls funeraris amb les restes incinerades dels difunts i de vegades també feien tombes per als cavalls. Rastrejant aquests túmuls els arqueòlegs han pogut descobrir els seus moviments. Es dona per fet que els esclavonis eren parents o estaven relacionats amb els bàltics occidentals, com ara els curonians, però ètnicament més distants amb els prussians. S'han trobat restes d'enterraments esclavonis a: Strewa, Skomanten, Jurgaiten, Nikeln, Paulaiten, Wilku Kampas, Weszaiten, Greyszönen, Lompönen i Wittgirren.
El centre de Esclavònia fou el castell de Ragnit. Peter von Dusburg diu en la seva crònica que aquest castell no va poder ser conquerit ni per la força ni per setge, ja que els habitants d'aquesta ciutat fortificada tenien un llac artificial amb peix del qual s'alimentaven i podien resistir tot el temps que calgués. Els conqueridors cremaren el castell com a única manera de sotmetre'ls, després el reconstruïren i fou atacat pels lituans.
El 1276–1277, Esclavònia fou subjugada a l'Orde Teutònic. En les cròniques dels cavallers d'aquest orde militar s'esmenten els noms d'alguns nobles esclavonis: Sarecka (Sareikā), Surbantas, Svirdotas i Surdota. El 1281, Jondele Schalwithe rebé la primera carta de població i el 1289 reconstruí el castell de Ragnit i fou colonitzat amb alemanys. Entre el 1281 i el 1383, els teutosn hi establiren més colònies: el 1338 a Pleikischken, a prop de Plaschken, el 1312 i el 1333 a prop de Sasavo en la regió entre Laugßargen i Tauragė, el 1307 a Sintine a prop de Tilsit, el 1307 a Gigen (l'actual Pagėgiai), el 1309 a Linkone, el 1350 a Linkuhnen i a Weinoten a prop de Tilsit, i Tusseinen entre Ragnit i Linkuhnen. També arribaren immigrants lituans a Sipe (1339) i a Pogins i Skirgaila (1359). El 1411, hi hagué una campanya dels samogitans comandada per Rumbaudas Valimantaitis per atacar els castells de Ragnit, Tilsit.
Els darrers esments dels esclavonis en les fonts documentals fou el 1542 (com a habitants de Ragnit) i el 1563 (com a habitants de Splitter).

## Idioma
Es creu que la seva llengua formava part del grup de les llengües bàltiques, o que n'era un dialecte occidental com el prussià.